# Блинова, Майя Ильинична
Майя Ильинична Блинова (31 марта 1926, Ленинград — 9 сентября 2013, Санкт-Петербург) — советская и российская актриса театра и кино.

## Биография
Родилась 31 марта 1926 года в Ленинграде.
В 1948 году окончила Ленинградский театральный институт им. Луначарского.
Работала в Ленинградском гастрольном театре под руководством М. В. Чежегова, затем — в Театре миниатюр А. И. Райкина («Под крышами Парижа»).
Актриса киностудии «Ленфильм». Была занята в дубляже более 200 иностранных фильмов.
В 1956 году в СССР была выпущена почтовая фотооткрытка, посвящённая Блиновой.
Скончалась на 88-м году жизни 7 сентября 2013 года в Санкт-Петербурге. Похоронена на Южном кладбище Санкт-Петербурга.

## Творчество

### Фильмография
- 1951 — Белинский — крестьянка
- 1956 — Старик Хоттабыч — мать Вольки
- 1956 — Искатели — Рита
- 1957 — Чья это двойка? — мама
- 1959 — Спасённое поколение — в сцене на вокзале — проводы эвакуированных детей
- 1960 — Рождённые жить — Марфа
- 1960 — Ребята с Канонерского — эпизод
- 1960 — Люблю тебя, жизнь — Галышева
- 1961 — Чёртова дюжина — пассажирка
- 1961 — Старожил — работница ГЭС
- 1963 — Пока жив человек — Лидия Митрофановна
- 1963 — Два воскресенья — дежурная в гостинице «Турист»
- 1964 — Мать и мачеха — официантка
- 1966 — На диком бреге
- 1966 — Зимнее утро — медсестра
- 1967 — Татьянин день — Быстрова
- 1969 — Её имя — Весна — медсестра в военкомате
- 1970—1972 — Взрывники — судья
- 1971 — Город под липами — эпизод
- 1974 — Блокада — дежурная в гостинице
- 1976 — Обычный месяц — эпизод
- 1976 — Меня это не касается — Лидия Степановна
- 1978 — Завьяловские чудики — Полина
- 1979 — Сегодня и завтра — санитарный врач
- 1983 — Семь часов до гибели — Александра Шульгина
- 1983 — За синими ночами — Элеонора Васильевна
- 1984 — Песочные часы — жена Бауэра
- 1984 — Букет мимозы и другие цветы — подруга Екатерины Терентьевны
- 1989 — Васька — эпизод
- 1980—1981 — Долгая дорога в дюнах — мать Ефимова
- 1990 — Палач — бабушка Оли
- 1990 — Анекдоты — врач
- 1992 — Лавка «Рубинчик и…»
- 1998 — Улицы разбитых фонарей-1 — женщина на похоронах
- 1999 — Улицы разбитых фонарей-2 — Кира Павловна
- 2001 — Улицы разбитых фонарей-4 — соседка
- 2005 — Улицы разбитых фонарей-7 — Шамшева
- 2010 — Дорожный патруль 7 — бабушка